# Ahmed Harrak Srifi
 (juin 2009).
Ahmed Harrak Srifi est un savant dans les sciences du coran de l'origine du village d'Ahl Srif - Safsaf- au nord du Maroc.

## Arbre géneologique
Ahmed Harrak Srifi est le fils d'Abdelsalam Harrak Srifi qui est un cheikh et narrateur du Hadith,
fils de Taher Al Alami Al Safsafi
fils de Muhamad fils d'Ali al Harrak  
fils de Hassan
fils de Husayn
fils d'Ali
fils de Muhammad
fils d'Abdullah
fils de Youssef
fils d'Ahmad
fils de Husayn
fils de Malik
fils d'Abdelkrim
fils de Hamdoun
fils de Moussa (frère d'Abdeslam Ben Mchich Alami)
fils de Mchich
fils d'Abi Bakr
fils d'Ali
fils d'Abu Hurma
fils d'Issa
fils de Salam al-Arous
fils d'Ahmad Mizouar
fils d'Ali Haïdara
fils de Muhammad
fils d'Idris II fils d'Idris I
fils d'Abdullah Al-Kamel
fils de Hassan al-Mouthana
fils de Hassan al Sibt
fils d'Ali Ibn Abi Talib et de Fatima Zahra
fille du prophète de l'islam Mahomet,,,,.

## Domaine de specialisation
Comme un cheïkh, sa spécialité était le Coran et les sciences de narration du Hadith; il interpretait également les différents recitation du coran. Il était parmi les savant dans ce domaine les plus connus au Maroc du 19e ciecle. Al-Kattānī, dans son livre Al Fehress, note que Ahmed Harrak Srifi a été licencié en science de la narration du Hadith par son père Abdelsallam Harrak Srifi qui était parmi les grands narrateurs de sa region.

## Enseignants

### Dans le domaine de la narration duHadith
- Abdelsallam Harrak Srifi
- Muhammad Srifi Bujediani
- Ahmad  Temsamani Sumati

### Dans le domaine des sciences de la recitation du Coran
- Al Maqi Ben Yarmoq al Sumati
- Hashemi ben Hassan Srifi Dafeni[9]

## Héritage
- Collection sur la biography des savants en religion les plus connus[10]
- Le registre des traductions et licences livrés par Ahmad El Fassi[11]

## Décès
Ahmed harrak Srifi a été tué pendant Guerre du Rif en 1925. Il y avait deux mouvements de résistance contre la colonisation espagnole pendant cette guerre : un mouvement armé dirigé par Abdelkrim El Khattabi; l'autre non armé, dirigé par Ahmed Raïssouni. Ahmed Harrak Srifi était affilié au mouvement Ahmed Raïssouni, et comme les Shorfah d'al Harrak avait une tradition royaliste et passive. Ahmed harrak Srifi est supposé avoir été assassiné pour cette cause.